# Bill Paterson
Bill Paterson, född 3 juni 1945 i Glasgow, är en brittisk (skotsk) skådespelare. 

## Filmografi i urval
- 1981 – The Cherry Orchard
- 1986 – Den sjungande detektiven (TV-serie)
- 1988 – Baron Münchausens äventyr
- 1990 – Häxor
- 1990 – Truly, Madly, Deeply
- 1991 – Kärlek på kredit
- 1992 – Chaplin
- 1995 – Richard III
- 1994 - Hard Times
- 1997 – Melissa (TV-serie)
- 1998 – Hilary & Jackie
- 1999 – Sunshine
- 1999 – Fruar och döttrar (TV-serie)
- 2002 – Doktor Zjivago (TV-serie)
- 2006 – Miss Potter
- 2008 – Hopplös och hatad av alla
- 2009 – Spanska sjukan (TV-film)
- 2016–2019 – Fleabag (TV-serie)
- 2017 – The Man Who Invented Christmas
- 2022 – House of the Dragon (TV-serie)